# James McGowan
James Robert McGowan (nacido el 30 de mayo de 1960) es un actor canadiense. Mejor conocido por interpretar a Mike Kessler, jefe de Seguridad de Inmigración y Aduanas con sede en Toronto, en la serie de televisión The Border.

## Filmografía

### Películas
| Año  | Título                              | Papel            | Notas |
| ---- | ----------------------------------- | ---------------- | ----- |
| 2002 | Touching Wild Horses                | John Benton      |       |
| 2003 | The Adulterers' Guide to Toronto    | Simon            |       |
| 2004 | My Brother's Keeper                 | Scout            |       |
| 2006 | Warriors of Terra                   | Peter Isaacs     |       |
| 2009 | Another Man's Son                   | Richard Kendrick |       |
| 2013 | Compulsion                          | Bob              |       |
| 2014 | Stage Fright                        | Victor Brady     |       |
| 2015 | How to Plan an Orgy in a Small Town | Spencer Goode    |       |
| 2016 | Escuadrón Suicida                   | Panda Man        |       |
| 2017 | Pyewacket                           | Rowan Dove       |       |
| 2020 | The Toll                            | Neil             |       |

### Televisión
| Año       | Título                                                                            | Papel                | Notas                                                      |
| --------- | --------------------------------------------------------------------------------- | -------------------- | ---------------------------------------------------------- |
| 2001      | All Souls                                                                         | Biohazard            | Episodio: "Bad Blood"                                      |
| 2002      | Tracker                                                                           | Bradford Kotan       | Episodio: "To Catch a Desserian"                           |
| 2002      | 10,000 Black Men Named George                                                     | Desmond              | Película de televisión                                     |
| 2002      | Largo Winch                                                                       | Fiodor Belshek       | Episodio: "Bloodlines"                                     |
| 2002      | Scent of Danger                                                                   | Gideon               | Película de televisión                                     |
| 2002      | Silent Night                                                                      | Capt. Dietrich       | Película de televisión                                     |
| 2003      | Mutant X                                                                          | Richard Haines       | Episodio: "Lest He Become"                                 |
| 2003      | DC 9/11: Time of Crisis                                                           | Michael Gerson       | Película de televisión                                     |
| 2003      | Sue Thomas, el ojo del FBI                                                        | Gordon               | Episodio: "The Sniper"                                     |
| 2003      | Fallen Angel                                                                      | Billings             | Película de televisión                                     |
| 2005      | Mayday: catástrofes aéreas                                                        | Ed Gannaway          | Episodio: "A Wounded Bird"                                 |
| 2005      | Plague City: SARS in Toronto                                                      | Ed                   | Película de televisión                                     |
| 2005      | Missing                                                                           | Mr. Delaney          | Episodios: "Anything for the Baby: Parts 1 & 2"            |
| 2006      | Rent-a-Goalie                                                                     | Harry 'Hey-O' Bontar | Episodio: "Fire in the Hole"                               |
| 2007      | Lies and Crimes                                                                   | Charlie Danzinger    | Película de televisión                                     |
| 2007      | Savage Planet                                                                     | John Stotzer         | Película de televisión                                     |
| 2007      | Christie's Revenge                                                                | Richard Colton       | Película de televisión                                     |
| 2007      | All the Good Ones Are Married                                                     | Ben                  | Película de televisión                                     |
| 2007      | Killer Wave                                                                       | Erik Adjuk           | Miniserie de televisión                                    |
| 2008–2010 | The Border                                                                        | Major Mike Kessler   | Protagonista                                               |
| 2009      | Unstable                                                                          | Rupert Carlyle       | Película de televisión                                     |
| 2010      | The Perfect Teacher                                                               | Reid                 | Película de televisión                                     |
| 2010      | The Good Witch's Gift                                                             | Leon Deeks           | Película de televisión                                     |
| 2011      | Covert Affairs                                                                    | Alo Morozov          | Episodio: "Begin the Begin"                                |
| 2011      | Against the Wall                                                                  | Bob Barceli          | Episodio: "Baby, Did a Bad Thing"                          |
| 2012      | transporter: The Series                                                           | Ian O'Sullivan       | Episodio: "Hot Ice"                                        |
| 2012–2013 | Claddagh                                                                          | Frank McGuire        | Serie de televisión                                        |
| 2012–2013 | Bomb Girls                                                                        | Rollie Witham        | Recurrente                                                 |
| 2013      | Cracked                                                                           | Det. Sam Parkes      | Episodio: "Night Terrors"                                  |
| 2014      | Darknet                                                                           | Dr. Cooper           | Episodio: "Darknet 4"                                      |
| 2014      | degrassi: The Next Generation                                                     | Danny Yegovan        | Episodios: "Believe: Parts 1 & 2"                          |
| 2014      | Republic of Doyle                                                                 | Damon Rhodes         | Episodios: "Judgement Day", "Last Call"                    |
| 2014–2015 | Bitten                                                                            | Malcolm Danvers      | Recurrente (temporadas 1–2)                                |
| 2015      | Good Witch                                                                        | Mr. Jones            | Episodios: "The Storm", "Together We Stand", "True Colors" |
| 2016      | Flower Shop Mystery: Mum's the Word aka Killer Arrangement: A Flower Shop Mystery | Louis Vertucci       | Película de televisión                                     |
| 2016      | The Girlfriend Experience                                                         | Alex Payton          | Episodios: "Access", "Boundaries"                          |
| 2016      | Rogue                                                                             | Agent Renner         | Episodios: "Close to Heaven", "How to Treat Us"            |
| 2016      | Beauty & the Beast                                                                | Col. Fuller          | Episodio: "Beast of Times, Worst of Times"                 |
| 2017      | A Song for Christmas                                                              | Praetor Scott        | Episodios: "Stay with Me", "City of Glass", "Alliance"     |
| 2018–2020 | Murdoch Mysteries                                                                 | Dr. Forbes           | Recurrente (temporada 12–13)                               |